# Вебпошта
Термін вебпошта (або вебмейл, вебслужби електронної пошти) використовується у двох значеннях. Перше служить для опису клієнтської програми електронної пошти, реалізованої у вигляді вебдодатку і доступної через веббраузер. У цій статті увага фокусується саме на цьому використанні терміна. Інше значення слова використовується для опису служби електронної пошти, що працює через вебсайти, тобто це Webmail-провайдери, такі як «Hotmail», «Yahoo! Mail», «Gmail», «AOL Mail» та інші. Практично кожен провайдер вебпошти пропонує доступ до електронної пошти з використанням програмного забезпечення вебпошти, а багато з них також пропонують доступ до електронної пошти на робочому столі користувача. Як і для будь-якого вебдодатку, основною перевагою вебпошти перед використанням настільного клієнта електронної пошти є можливість відправляти й отримувати електронну пошту скрізь, де є вебоглядач. Основним недоліком є необхідність бути постійно підключеним до Інтернету при користуванні поштою (Gmail пропонує використання її вебпошти також в режимі офлайн, шляхом встановлення програми Gears).

## Історія
У перші дні існування світової павутини, у 1994 і 1995 роках, кілька людей працювали над тим, щоб електронна пошта була доступна з веббраузера. В Європі Сорен Вейрум і Лука Манунза розробили свої програми: «WWW-пошту» і «WebMail», а в Сполучених Штатах Метт Манкинс створив «Webex». Кожен з цих ранніх додатків являв собою Perl-скрипт, які включали повний вихідний код, доступний для завантаження. В тому ж 1994 році Білл Фитлер почав працювати над реалізацією вебпошти як CGI-програми, написаної на C в Windows NT, і продемонстрував її на конференції Lotusphere в січні 1995 року. Сорен Вейрум написав «WWW-пошту» під час навчання і роботи в Копенгагенській школі бізнесу в Данії, програма була випущена 28 лютого 1995 року. Цибулі Манунз написав «WebMail» під час роботи у Сардинії в CRS4, перший реліз вийшов 30 березня 1995 року. У Сполучених Штатах Метт Манкинс під керівництвом доктора Берта Розенберга з Університету Маямі розробив додаток «Webex» і записав вихідний код на comp.mail.misc 8 серпня 1995 року, хоча він використовувався як основна електронна пошта у школі архітектури, де Манкинс працював за кілька місяців до цього. Тим часом розробка вебпошти Білла Фитлера отримала подальший розвиток як комерційний продукт, який компанія Lotus анонсувала восени 1995 року як cc: Mail для WWW 1.0, який забезпечує альтернативний метод доступу до сховища повідомлень cc: Mail (зазвичай cc: Mail називають додатком робочого столу, який працював або в комутованому режимі, або в межах локальної мережі). Комерціалізація вебпошти сталася після того, як наприкінці 1995 року додаток «Webex», — компанії, яка не має відношення до вебконференцій, — було продано компанії Манкинса «DotShop, Inc». Після цього пакет «Webex» отримав нову назву «EMUmail» і потім був проданий компаніям UPS і Rackspace, а у 2001 році проданий компанії Accurev. «EMUmail» був одним із перших вільних додатків, ліцензія на який не була потрібна і який мав вбудовану рекламу. Після розробки Hotmail і появи на ринку вільної електронної пошти, в EMUmail з'явився сервіс MollyMail, що дозволяє перевіряти свою електронну пошту з інтернету. Після того, як Accurev придбала EMUmail, напрямок webmail було закрито на користь сервісу SMTP.com, який продається до цього часу.

## Передача даних і сумісність
Користувачі електронної пошти можуть застосовувати як клієнта вебпошти, так і клієнта робочого столу, використовуючи протокол POP3, однак при цьому повинні знати про деяку несумісність: повідомлення електронної пошти, завантажені клієнтом робочого столу і потім видалені з сервера будуть після цього недоступні для клієнта вебпошти. З іншого боку, спільна робота клієнта вебпошти й клієнта робочого столу при використанні протоколу IMAP4 не має такої несумісності: вміст поштової скриньки буде однаково відображатися як вебпоштою, так і додатком для робочого столу, і які-небудь дії, виконані над повідомленнями в одному інтерфейсі будуть відображені при переході до іншого інтерфейсу. Існують значні відмінності в передачі даних серед багатьох популярних поштових служб, таких як «Yahoo! Mail», «Gmail» і «Windows Live Hotmail». Через відмінності трактувань тегів HTML, таких як <style> і <head>, а також суперечливості передачі каскадних таблиць стилів CSS, маркетингові компанії електронної пошти покладаються на старі методи веброзробки при відправці крос-платформної пошти. Зазвичай це означає більшу залежність від таблиць і вбудованих стилів.